# Somalia en los Juegos Olímpicos de Atlanta 1996
Somalia estuvo representada en los Juegos Olímpicos de Atlanta 1996 por cuatro deportistas masculinos que compitieron en atletismo.
El portador de la bandera en la ceremonia de apertura fue el atleta Abdi Bile. El equipo olímpico somalí no obtuvo ninguna medalla en estos Juegos.